# Palliduphantes antroniensis
Palliduphantes antroniensis là một loài nhện trong họ Linyphiidae.
Loài này thuộc chi Palliduphantes. Palliduphantes antroniensis được Ehrenfried Schenkel-Haas miêu tả năm 1933.